# Mahendra Kapoor
Mahendra Kapoor (Panjabi ਮਹਿੰਦਰ ਕਪੂਰ, Hindi महेन्द्र कपूर; * 9. Januar 1934 in Amritsar, Punjab; † 27. September 2008 in Mumbai) war ein indischer Playbacksänger des Hindi-Films. Er war an mehr als 320 Produktionen beteiligt. Er war verheiratet und hatte drei Töchter und einen Sohn. Kapoor starb am 27. September 2008 an Herzversagen.

## Filmografie (Auswahl)
- 1959: Navrang
- 1959: Dhool Ka Phool
- 1961: Dharmputra
- 1963: Gumrah
- 1964: Woh Kaun Thi?
- 1964: Sangam
- 1965: Waqt
- 1966: Baharen Phir Bhi Aayengi
- 1969: Aadmi Aur Insaan
- 1972: Shor
- 1976: Bhagwan Samaye Sansar Mein
- 1977: Amar Akbar Anthony
- 1978: Pati Patni Aur Woh
- 1978: Badaltey Rishtey
- 1979: Kaala Patthar
- 1979: Jaani Dushman
- 1982: Nikaah (Baarish)
- 1985: Tawaif

## Auszeichnungen
- Filmfare Awards als beste Playbacksänger
  - 1964 für „Chalo Ek Bar“ aus dem Film Gumrah
  - 1968 für „Neele Gagan Ke Tale“ aus dem Film Hamraz
  - 1975 für „Aur Nahi Bus Aur Nahi“ aus dem Film Roti Kapada Aur Makaan

- National Film Award als beste Playbacksänger
  - 1967 für „Mere Desh Ki Dharti“ aus dem Film Upkaar